# Jaak Nuuter
Jaak Nuuter (* 25. November 1945 in Tallinn; † 13. August 1995 ebenda) war ein estnischer Badmintonspieler. 

## Karriere
Jaak Nuuter gewann bei den dritten estnischen Meisterschaften 1966 seinen ersten nationalen Titel. Bis 1974 folgten 13 weitere Titelgewinne.

## Sportliche Erfolge
| Saison | Veranstaltung                  | Disziplin    | Platz | Name                         |
| ------ | ------------------------------ | ------------ | ----- | ---------------------------- |
| 1966   | Estland: Einzelmeisterschaften | Herrendoppel | 1     | Jaak Nuuter / Ülo Nurges     |
| 1967   | Estland: Einzelmeisterschaften | Herreneinzel | 1     | Jaak Nuuter                  |
| 1967   | Estland: Einzelmeisterschaften | Herrendoppel | 1     | Jaak Nuuter / Toomas Sander  |
| 1968   | Estland: Einzelmeisterschaften | Herreneinzel | 1     | Jaak Nuuter                  |
| 1968   | Estland: Einzelmeisterschaften | Herrendoppel | 1     | Jaak Nuuter / Alar Kivilo    |
| 1969   | Estland: Einzelmeisterschaften | Herreneinzel | 1     | Jaak Nuuter                  |
| 1969   | Estland: Einzelmeisterschaften | Herrendoppel | 1     | Jaak Nuuter / Urmas Pau      |
| 1970   | Estland: Einzelmeisterschaften | Herreneinzel | 1     | Jaak Nuuter                  |
| 1971   | Estland: Einzelmeisterschaften | Mixed        | 1     | Jaak Nuuter / Mare Matsalu   |
| 1971   | Estland: Einzelmeisterschaften | Herrendoppel | 1     | Jaak Nuuter / Heino Aunin    |
| 1972   | Estland: Einzelmeisterschaften | Herrendoppel | 1     | Jaak Nuuter / Boris Bogovski |
| 1973   | Estland: Einzelmeisterschaften | Herrendoppel | 1     | Jaak Nuuter / Boris Bogovski |
| 1974   | Estland: Einzelmeisterschaften | Herreneinzel | 1     | Jaak Nuuter                  |
| 1974   | Estland: Einzelmeisterschaften | Herrendoppel | 1     | Jaak Nuuter / Boris Bogovski |

## Referenzen
- http://www.spordiinfo.ee/esbl/biograafia/Jaak_Nuuter

| Personendaten    | Personendaten               |
| ---------------- | --------------------------- |
| NAME             | Nuuter, Jaak                |
| KURZBESCHREIBUNG | estnischer Badmintonspieler |
| GEBURTSDATUM     | 25. November 1945           |
| GEBURTSORT       | Tallinn                     |
| STERBEDATUM      | 13. August 1995             |
| STERBEORT        | Tallinn                     |